# Plataan aan de Schimmelpenninckstraat

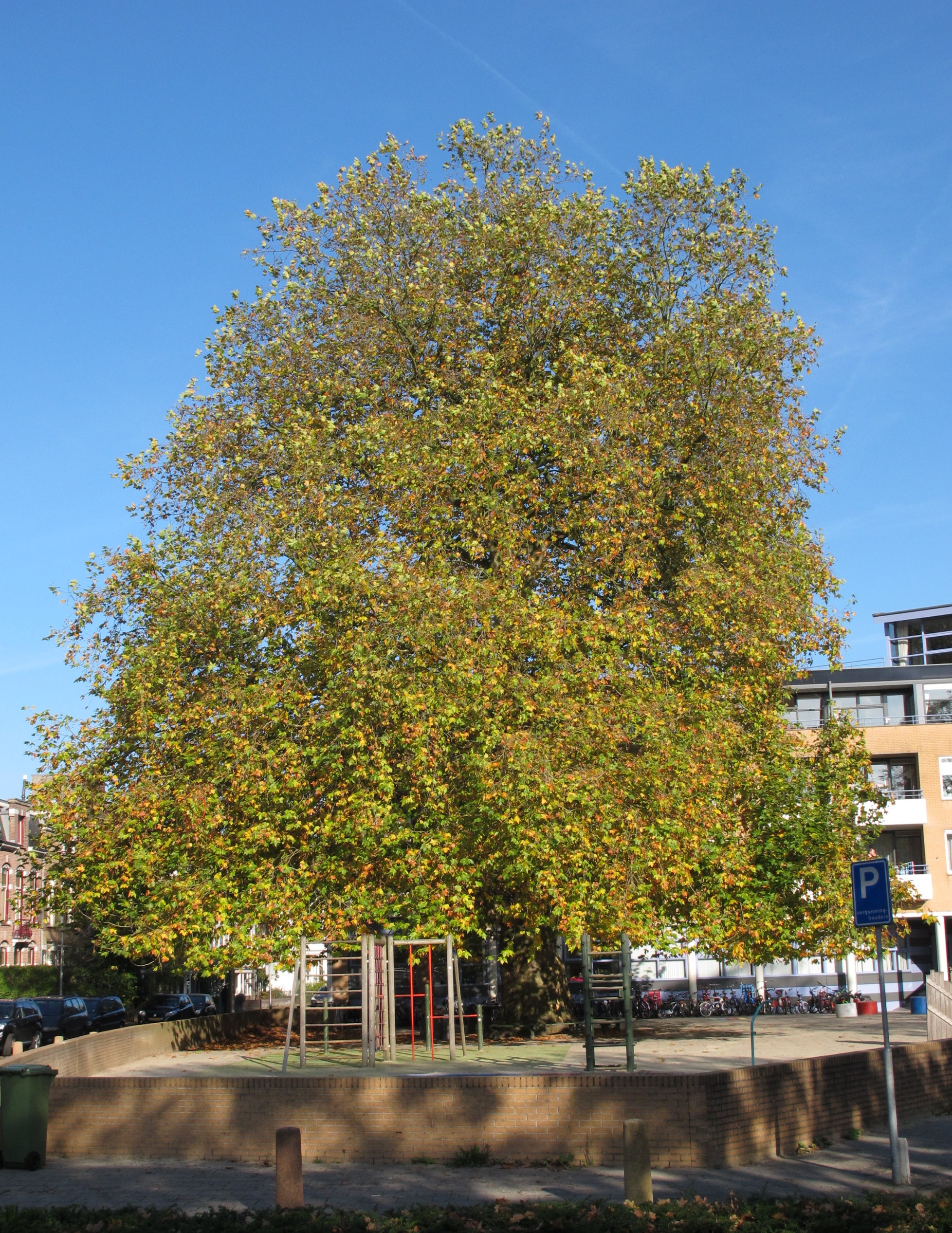
Plataan aan de Schimmelpenninckstraat

De plataan aan de Schimmelpenninckstraat is een gewone plataan (Platanus x hispanica) in de Schimmelpenninckstraat, nabij het centrum van Amersfoort. 
De boom is in 1840 aangeplant. 
De stamomtrek bedroeg in 2018 op een hoogte van 1,30 meter (de zogenaamde diameter op borsthoogte, dbh): 6,08 meter. De boom was toen 27,8 meter hoog.

Deze plataan is door de gemeente Amersfoort aangewezen als monumentale boom vanwege zijn cultuurhistorische waarde, vanwege zijn zeldzaamheid, uniciteit en dendrologisch belang en vanwege zijn beeldbepalend karakter. De boom is onder nummer 1677705 opgenomen in het Landelijk Register van Monumentale Bomen.